# أنطون رايت
أنطون رايت (بالإنجليزية: Anton Wright)‏ هو مغامر بريطاني، ولد في 1974.

## وصلات خارجية
- الموقع الرسمي